# 나의 어머니 (2015년 영화)
《나의 어머니》(이탈리아어: Mia madre)는 2015년 공개된 이탈리아의 영화이다.

## 출연

### 주연
- 마거리타 부이
- 존 터투로
- 난니 모레티

### 조연
- 스테파노 아바티
- 줄리아 라짜리니
- 베아트리체 만치니
- 안나 벨라토
- 로렌조 지오엘리
- 타티아나 레포레
- 엔리코 아야니엘로
- 레나토 스카르파

## 기타
- 미술: 파올라 비자리